# فرانسیس گیهان
فرانسیس گیهان (انگلیسی: Frances Guihan؛ ۲۲ سپتامبر ۱۸۹۰ – ۲۱ دسامبر ۱۹۵۱) فیلم‌نامه‌نویس اهل ایالات متحده آمریکا بود.
از فیلم‌هایی که وی در آن‌ها نقش داشته‌است، می‌توان به بهشت مجردها اشاره نمود.